# Мысковский район
Мысковский район — административно-территориальная единица в составе Новосибирской и Кемеровской областей РСФСР, существовавшая в 1939—1956 годах. Центр — село (с 1949 — пгт) Мыски.
Мысковский район образован в составе Новосибирской области 22 июня 1939 года на части территории упразднённого Горно-Шорского района. В его состав вошли Абашевский, Безруковский, Ивановский, Мысковский, Подобасский, Сыркашинский и Чувашинский с/с.
В 1940 году был упразднён Ивановский с/с.
В 1943 году Мысковский район вошёл в состав Кемеровской области.
В 1950 году был образован рабочий посёлок Ольжерас, в связи с чем Сыркашинский с/с был преобразован в Ольжерасский п/с.
8 мая 1956 года Мысковский район был упразднён, а его территория передана в Кузнецкий район.